# بانيبينيم
بانيبينيم (Panipenem) عبارة عن دواء ذو اسم دولي غير مسجل الملكية (International Nonproprietary Name) من الكاربابينيمات
- الصيغة الكيميائية: (C15H21N3O4S)
- متوسط الكتلة: 339.410 Da[2]

## الزمرة الدوائية
من مضادات الجراثيم وتعمل كمضادات للبكتريا بيتا لاكتام . وتعتبر من مضادات البكتيريا المخربة للجدار الخلوي.

## الخواص
مضاد حيوي كاربابينيم يستخدم بالمشاركة مع البيتاميبرون (betamipron).